# Altmann Juda
Altmann Juda József vagy Altmann Jehuda (Nyírbalkány, 1858. november 22. – Mezőcsát, 1923. február 18.) rabbi.

## Élete
Altman Ignác és Lusztig Amália fiaként született. Mezőcsáti rabbi volt. 1882-től apósának, a mezőcsáti rabbinak jesiváját vezette, valamint a beérkezett vallási kérdések nagy részére ő válaszolt. Ezek a responsumok az ő neve alatt bekerültek apósának a „Netu Szorék" című munkájába. 1894-1895-ben apósa megvált a rabbiszéktől, és őt választották meg a helyébe. Felesége Tannenbaum Regina volt. Halálát agyvérömleny (agyguta) okozta.
Hosszas szenvedés után hunyt el 1923-ban. Fia, Altmann Fábián követte a rabbiszékben.

## Hátrahagyott munkái
- Méi Jehuda, halachikus döntvények,
- Zerá Jehuda, glosszák a Talmudhoz,
- Jam sel Jehuda, homiletikus bibliamagyarázatok.

## Egyéb irodalom
- Gulyás Pál: Magyar írók élete és munkái – új sorozat I–XIX. Budapest: Magyar Könyvtárosok és Levéltárosok Egyesülete. 1939–1944.  , 1990–2002, a VII. kötettől (1990–) sajtó alá rendezte: Viczián János